# 永福县
永福县（邮政式拼音：Yungfu）是中国广西壮族自治区桂林市辖县。 位于桂林西南，山青水秀，人杰地灵，风景秀丽，有“福寿之乡”之称。 面积2807平方公里。 永福县人民政府驻永福镇。

## 行政区划
下辖6镇，3乡：
永福镇、罗锦镇、百寿镇、苏桥镇、三皇镇、堡里镇、广福乡、永安乡和龙江乡。

## 人口
根據第七次人口普查數據，截至2020年11月1日零時，永福縣常住人口為228646人。

## 交通
- 泉南高速、  桂河高速、 322国道、 357国道过境。
- 永福南站：衡柳铁路

## 风景名胜
- 百寿岩石刻
- 凤山

## 世界羅漢果之家
罗汉果对生长环境要求十分特殊，只有在中国广西北部才能生长。中国广西永福县、融安县、桂林市临桂区是罗汉果的三大产地，产量占全球90%，其中永福县是原产地。目前，全球罗汉果的年均产量仅为1亿枚左右。
永福罗汉果：中国地理标志产品。